# Isometrum wanshanense
Isometrum wanshanense là một loài thực vật có hoa trong họ Tai voi. Loài này được S.Z. He mô tả khoa học đầu tiên năm 2006.